# Смит, Эмиль (учёный)
Эмиль Л. Смит (англ. Emil Smith; 5 июля 1911, Нью-Йорк — 31 мая 2009, Лос-Анджелес, Калифорния) — американский биохимик, внесший значительный вклад в химию белка, развитие методов очистки, описания структуры и секвенирования ферментов. Первым указал на составную природу хлорофилла-белковых комплексов в зелёных растениях и постулировал необходимость ионов металлов для каталитической активности пептидаз.

## Ранние годы
Эмиль Смит родился 5 июля 1911 года в Нью-Йорке в семье иммигрантов. Отец был родом с Украины, и поначалу работал портным в Saks Fifth Avenue. Позже ему удалось открыть небольшой магазин и тем самым обеспечить своей семье достойную жизнь. Мать Эмиля родилась в Белоруссии и была домохозяйкой. У Смитов было два ребенка: Эмиль и Бернард, который родился в 1907 г. Родители не имели образования, но всячески поощряли интерес детей к науке и искусству. Благодаря этому, Бернард стал уважаемым книжным редактором, продюсером и писателем, а Эмиль — учёным и педагогом.
Таланты Эмиля рано проявили себя. В девять лет, под влиянием соседа, который был радиоинженером, Смит начал собирать небольшие радиоприёмники, которые он и его друг продавали родственникам и знакомым. Закончив экстерном Нью-Йоркскую публичную школу, он в возрасте 16-ти лет поступил в Колумбийскую университетскую школу общих исследований.
Поступив в Колумбийский университет, Эмиль попал под влияние двух одарённых учителей: Джеймса Ховарда МакГрегора, преподававшего углубленный курс эволюции и генетики, и Джона Морриса Нельсона, который читал лекции по органической химии и активно интересовался ферментами. Эти два профессора и привили Эмилю интерес к изучение белков — к той области, где нити биологии и органической химии тесно переплетены между собой.
После получения степени бакалавра в 1931 году, Эмиль продолжил обучение на факультете зоологии Колумбийского университета. В стране был разгар Великой депрессии, поэтому Эмиль, чтобы обеспечить себя, был вынужден преподавать по 12 часов в неделю, параллельно занимаясь исследованиями.
В свой первый год учёбы в магистратуре Смит посещал курс сенсорной физиологии Селига Хехта, который был основоположником исследований в области общей физиологии и физиологии зрения. Эмиль выбрал Хехта в качестве наставника. Их совместная работа привела к нескольким публикациям.
В своей докторской работе Эмиль изучал зависимость фотосинтеза от интенсивности света и концентрации диоксида углерода. Результаты привели его к выводу, что фотосинтез в зелёных растениях представляет собой сложный механизм с участием более чем одной фотохимической реакции, — идее, которая расходилась с общепринятой работой Отто Варбурга.
Смит отметил, что его математическая формулировка ограничения скорости фотосинтеза может быть использована как критерий для обоснования любого теоретического описания процесса фотосинтеза. Эта формулировка и в самом деле отлично выдержала испытание временем. На 2009 год она оставалась лучшей эмпирической формулировкой для модельной кривой фотосинтез-излучение, что подтверждено сравнением с экспериментальными данными по первичной продуктивности.

## Начало научной карьеры
После защиты диссертации Эмиль всерьёз заинтересовался химией белков. Во время своего пребывания в Колумбии он проводил исследование хлорофилла в зелёных листьях с целью выяснения его структуры. Данная работа стала логическим следствием его диссертации на тему фотосинтеза и предпосылкой к последующему труду, посвящённому белкам.
В лаборатории Хехта использовалась методика солюбилизации природного родопсина путём экстракции сетчатки водным раствором содержащим детергент дигитонин. Когда Эмиль применил этот метод к измельченным листьям, хлорофилл солюбилизировался, и спектр раствора был очень похож на спектр неповреждённых листьев, но смещён в длинноволновую область по сравнению с растворами смесей a и b хлорофилла в органическом растворителе. Экспертиза экстракта в ультрацентрифуге показала, что хлорофилл был осаждён частицами, имеющими молекулярный вес, превышающий 70,000. Это привело к выводу, что «…классические исследования хлорофиллов и каротиноидов были связаны с простетическими группами чрезвычайно сложных специфических катализаторов, возможно аналогичных гемоглобину…». Этот фундаментальный вклад игнорировался в течение почти пятидесяти лет.
По рекомендации Хехта Эмиль подал заявку на стипендию Гуггенхайма и получил её для поездки в Кембридж, куда он прибыл в сентябре 1938 года.
К концу 1930-х годов, Кембриджский университет был одним из ведущих в исследовании структуры и свойств белков, а лаборатория Дэвида Кейлина в Молтенском институте особенно привлекательна в этом отношении. В беседе с Кейлином Смит выразил интерес к солюбилизации цитохромоксидазы растворами, содержащими соли желчных кислот, к подходу, который признан успешным в подготовке родопсина. Но Кейлин рекомендовал продолжать исследования хлорофилл-белкового комплекса. Эта работа была внезапно прервана в сентябре 1939 года в связи с началом Второй мировой войны, в это время Смит был вынужден вернуться в Нью-Йорк.
Хехт принял Эмиля обратно в свою лабораторию в Колумбии. Там Эмиль имел доступ к спектрофотометру и другому оборудованию, необходимому для завершения его исследований хлорофил-белкового комплекса и подробного описания результатов.
При изучении данного комплекса он сотрудничал с Эдвардом Пикелсом, который вместе с Джесси Бимсом являлся разработчиком передовых пневматических моделей высокоскоростной аналитической ультрацентрифуги. Ими была проведена оценка из константы седиментации, молекулярной массы хлорофилл-белкового комплекса, которая составила примерно 265,000. Эти исследования демонстрировали, что в соответствующих детергентах белки фотосинтетического аппарата могут быть солюбилизированы, что хлорофилл и каротиноиды оставались белково-связанными и что спектроскопические свойства хлорофиллового комплекса в видимой области соответствуют измеренным в естественных условиях для зеленых листьев.
На остатки стипендии Гуггенхайма за второй год Эмиль в 1940 году переехал в Нью-Хейвен работать на Конектикутской сельскохозяйственной опытной станции с Хьюбертом Б. Викери, энергичным и талантливым главным биохимиком. Здесь он приобрел опыт в методах белковой изоляции, в количественном анализе азота и серы, а также в гравиметрическом анализе некоторых аминокислот.
Эмиль участвовал в исследовании глобулина семян конопли, который, как было показано, может служить источником белка для рациона животных и выступать в качестве замены эдестину. Однако закон о марихуане 1937 г. установил ограничения на её распространение и тем самым прервал ход исследования. Тем не менее, Эмиль преуспел в выявлении легкодоступной замены с очень похожим аминокислотным составом — глобулина из семян тыквы (Cucurbita pepo).
Сроки выплачивания стипендии Гуггенхайма подошли к концу осенью 1940 года, а работы в университете тогда было мало. Благодаря поддержке своего одногруппника и близкого друга из Колумбийского университета Джозефа Фрутона, который работал с Максом Бергманном в Рокфеллеровском институте в течение нескольких лет, Эмиль продолжил свою работу в области химии белка и энзимологии в лаборатории Бергманна. Макс, который был последним из учеников Эмиля Фишера, считался наиболее выдающимся исследователем в области химии белка в мире, привлекал к работе в лаборатории исключительно одарённых учёных. Современниками Эмиля в группе Бергманна были Уильям Стайн, Стэнфорд Мур, Джозеф Фрутон, Клаус Хоффман и Пол Замекник, ставшие его друзьями на всю последующую жизнь. Два года он провёл в Рокфеллерском институте определяя направление для будущих исследований.
Изучая стереоспецифичность реакций катализируемых протеолитическим ферментом (протеазой) соответствующих белковых субстратов, Бергманн пришёл к выводу, что распознавание хирального углерода энзимом требует, чтобы хотя бы 3 группы, окружающие атом углерода, взаимодействовали с ферментом. Данная теория была названа «теорией полисродства». Данные о том, что первичный кишечный эрестин гидролизует и L-лейцил-глицин и D-лейцил-глицин, поставило под сомнение теорию полисродства. Бергманн попросил Эмиля провести раздельную денатурацию, чтобы показать, что активность кишечного эрестина была обусловлена различными ферментами. Эмиль решил использовать свой собственный опыт очистки белков наряду с методами. разработанными в лаборатории Кейлина, чтобы выделить фракции, которые обладали активностью только по отношению к L и D-изомерам, и тем самым привести доказательства, что различные ферменты вызывают расщепление двух пептидных стереоизомеров. Эмилю также удалось показать, что активность очищенной L-лейцин-аминоэкзопептидазы зависит от присутствия ионов марганца и магния.

## Работа в Squibb & Sons
Эмиль был погружен в исследования пептидов, когда вновь вмешалась Вторая мировая война. В течение нескольких дней после нападения японцев на Перл-Харбор 7 декабря 1941 года, Соединённые Штаты объявили войну Японии, Германии и Италии. Чтобы внести свой вклад в национальную оборону, Бергманн сосредоточил свои исследования на синтетических, аналитических и неорганических задачах, связанных с химическими отравляющими веществами, в особенности с азотистыми ипритами.
Эмиль не был готов к новому направлению в исследованиях Бергманна. Однако запрос из фармацевтической компании E.R. Squibb & Sons предлагал Эмилю возможность внести важный вклад в оборону страны. Squibb обеспечивал США фракциями крови. Военно-морской флот и морская пехота предлагали нанять его в качестве биофизика-биохимика в программе фракционирования крови. Эмиль принял предложение и в конце июня 1942 года переехал в Нью-Джерси, в город Нью-Брансуик.
Присоединившись к Squibb, Эмиль столкнулся с большими проблемами. У него не было прежде опыта работы в промышленности, управлении персоналом, который был плохо подготовлен к производству высокочистых биологических продуктов. А производство необходимо было запустить в короткие сроки. Так он описывал сложившуюся ситуацию в интервью:
Методы,разработанные в лаборатории Эдвина Дж. Кона (в Гарварде), были предназначены для работы с объемами от 5 до 10 литров. Мы же должны были работать с тысячами. Масштабирование не являлось вопросом простой арифметики или умножения, необходимо было разрабатывать новые методы. Кроме того, мы начали работать с персоналом из выпускников колледжа, а они не имели необходимого опыта работы. Они должны были научиться тому, как использовать pH-метр и приготовлять буферные растворы, должны были научиться обращаться с белками и работать при пониженных температурах... Мы изучали, как монтировать некоторые установки, необходима была стальная труба в три четверти дюйма, и если бы мы дожидались, когда её изготовят в Squibb, мы ждали бы до сих пор. Начальство было слишком занято, и не хватало квалифицированных людей.
Все эти препятствия вскоре были преодолены, и группа начала производить ампулы со стерильными растворами сывороточного альбумина в большом масштабе, а затем со временем и гамма-глобулин, фибриноген, протромбин и д.р. Эмилю повезло работать под руководством Тиллмана Д. Гэлоу, который был превосходным учёным и учителем, с более чем 10-летним опытом работы в Squibb. Отдел работал с широким кругом терапевтических препаратов от противоядий до инсулина. Эмиль и Гэлоу сотрудничали в работе по характеризации белков, ответственных за антитоксическую активность гипериммунной плазмы лошади.
В период с 1942 по 1946 гг., работая в Squibb, Эмилю также удалось завершить значительный объём фундаментальных исследований, которые вошли в 8 публикаций в Journal of Biological Chemistry за 1946—1947 годы. Эмиль оставил Squibb в 1946 г., но компания сохранила его в должности генерального консультанта на ближайшие 20 лет.
Когда война закончилась, он стремился вернуться в академические круги, чтобы поделиться своими идеями с близкими друзьями.

## Университет Юты
В 1942 году в Университете Юты была создана 4-летняя медицинская школа. Максвелл М. Уинтроб, выдающийся гематолог, был назначен в 1943 году деканом факультета медицины с задачами набора студентов и разработки научно-исследовательской программы.
Закон о службе общественного здравоохранения, который был принят 1 июля 1944 года, уполномочил министра здравоохранения выделить гранты в помощь университетам, больницам, лабораториям и другим государственным или частным институтам. Уинтроб подал заявку в Национальный институт здравоохранения США (NIH) на получение гранта для поддержки программы по изучению мышечной дистрофии, наследственных и других расстройств, связанных с нарушением обмена веществ. Мускульной дистрофии наследственного типа были подвержены многие семьи в Юте, а огромное количество генеалогических данных мормонов являлось ценным активом для предполагаемого исследования. Заявка была одобрена.
Весной 1946 года Луи Гудман пригласил Эмиля рассмотреть участие в новом проекте. Уинроб в качестве главного исследователя руководил грантом NIH совместно с Хорасом Дэвенпортом (физиология), Лео Сэмюэлсом (биохимия) и Гудманом как соруководителями. Эмилю предложили должность доцента биохимии и старшего научного сотрудника медицины в университете Юты с условием, что он организует работу лаборатории для своего исследования, но его оборудование также будет доступно для других исследователей химии белка в университете. После встречи с этой группой Эмиль принял предложение без предварительного посещения Юты.
Эмиль, Эстер и их двухлетний сын прибыли в Солт-Лейк-Сити в июле 1946 года. По прибытии Эмиль занялся созданием лаборатории и чтением лекций для студентов-медиков и курса химии белка для аспирантов. Ассистент Эмиля в Squibb, Дуглас Браун, присоединился к нему в январе 1947 года и помог в создании новой лаборатории. Браун, который был экспертом в использовании новой ультрацентрифуги Пиккеля и аппарата Тизелиуса для электрофореза, внёс существенный вклад в исследования, на протяжении многих лет являясь соавтором многочисленных работ. Их сотрудничество и дружеские отношения продолжались вплоть до 1979 года, когда Эмиль вышел на пенсию.
В Юте внимание Эмиля было обращено на продолжение изучения протеолитических ферментов, которое он начал во времена своей работы с Бергманном, с особым вниманием к ионам металлов, необходимых для стабильности и активности. Работа с 1947 по 1953 годы привела к нескольким публикациям о распределении в тканях, очистке, описании и субстратной специфичности многочисленных протеолитических ферментов из различных организмов.

В 1949 году Эмиль выдвинул предположение, что ион металла является частью каталитического центра металлопротеинов, и что он играет ключевую роль в связывании субстрата и гидролизе, проходящего через образование хелатного комплекса с ферментом и субстратом. Эта статья привлекала внимание к структурным и механическим аспектам ферментативного катализа и вызвала большой интерес. Однако в то время не было ничего известно про трёхмерные белковые структуры и нюансы ферментативного катализа. В своей статье Эмиль предупреждал, что настоящая теория может быть не верна, и эта осторожность оказалась уместной. Позже он лаконично отметил: 
...многие идеи оказались довольно наивными и предсказывали неверные механизмы.
В начале 1950-х Эмиль понял, что определение последовательности аминокислот в протеолитических ферментах является важным шагом к выяснению их каталитической активности на молекулярном уровне. Настало время, когда это стало возможным. В 1948 году Сэнгер (Sanger) завершил определение последовательности аминокислот в двух цепочках инсулина длиной в 21 и 30 звеньев соответственно.
В Рокфеллерском институте Мур и Стайн разрабатывали чувствительные методы количественного анализа аминокислот и методы разделения белков с помощью ионно-обменной хроматографии. Они также разрабатывали автоматизированные коллекторы фракций и аминокислотный анализатор, которые использовали для определения аминокислотной последовательности рибонуклеазы, одноцепочечного белка с 124 аминокислотными остатками и четырьмя дисульфидными связями. Однако даже с такими большими успехами в методологии полностью определить первичную структуру рибонуклеазы не удавалось вплоть до 1963 года.
Внимание Эмиля остановилось на папаине, сульфгидрильной протеазе, последовательность аминокислот в которой он хотел определить. Начав работать с высококачественным сушеным латексом папайи, он разработал элегантный метод для приготовления больших количеств кристаллического папаина и исследовал субстратную специфичность чистого белка. Коэффициент седиментации папаина предсказывал молекулярную массу 20,500 и длину полипептида в 170 фрагментов, что было на 36 аминокислотных остатка длиннее цепи рибонуклеазы. К сожалению, в процессе определения последовательности аминокислот в папаине возникли сложности, вследствие чего работа была завершена только в 1970 г.
Создание Метаболической лаборатории, оснащённой современным оборудованием для очистки, описания и автоматического аминокислотного анализа белков, а также их разделения, наряду с увеличением опыта в определении аминокислотных последовательностей, позволяло проводить исследования, которые имели интересные результаты. В 1959 году в лабораторию прибыл Эммануил Марголишь (Emanuel Margoliash), который, при поддержке Эмиля, приступил к определению аминокислотной последовательности в цитохроме с, полученном из лошадиного сердца и содержащим 104 фрагмента. За год работы он практически полностью завершил секвенирование большинства химотрипсиновых пептидов.
В это время Эмиль узнал от Ганса Таппи, что тот вместе с Гюнтером Крейлом в Вене работал над триптическими пептидами цитохрома с. Это привело к сотрудничеству между учёными и совместной публикации результатов с полностью определённой аминокислотной последовательностью. Так как цитохром с повсеместно присутствует в клетках эукариот, знание его аминокислотных последовательностей для широкого спектра биологических видов позволило бы провести сравнение между филогенетическими деревьями, которые непосредственно связаны с последовательностью звеньев и особенностями организма. С этой целью Эмиль и Эмануил приступили к секвенированию других разновидностей цитохрома с.
В промежутке между 1961 и 1970 годами группы Эмиля и Марголиаша определили аминокислотные последовательности цитохрома с для человека, обезьяны, собаки, овцы, кита, акулы, гремучей змеи, густой нейроспоры (Neurospora crassa), зародышей пшеницы и др. Полученные данные были в согласии с представлениями об аминокислотном составе белков, соответствующих видам, относящимся к независимым филогенетическими деревьям и эволюционирующим независимо. А определение последовательности звеньев гемоглобина, выполненное в 1965 году Цукеркандлем и Полингом, позволило ввести понятие молекулярных часов.

## Калифорнийский университет в Лос-Анджелесе
В 1963 году Эмиль покинул Юту, чтобы занять пост декана факультета физиологической химии в Школе медицины при Калифорнийском университете Лос-Анджелеса. Это были первые дни существования Школы. Занятия для первых двадцати восьми студентов-медиков начались в 1951 году. А в ныне существующих зданиях школы и Университетской больницы в 1954 и 1955 годах соответственно. Вскоре после прибытия в Лос-Анджелес Эмиль переименовал название факультета в факультет биологической химии и начал прилагать усилия, чтобы сделать его сильным и перспективным учебным заведением путём привлечения талантливых молодых учёных.
В начале 1965 года Эмиль вместе с Полом Бойлером учредили Институт молекулярной биологии при Калифорнийском университете Лос-Анджелеса.
В университете Эмиль продолжал научно-исследовательские проекты, начатые в Юте. Остаток своей карьеры он посвятил определению аминокислотных последовательностей в тщательно отобранных белках. Изначально акцент был сделан на цитохром с, выделенный из различных видов эукариот. Результаты данных исследований в совокупности позволили взглянуть на эволюцию белков.
Параллельно Эмиль запустил проект по определению последовательностей аминокислот в BPN' и Карлсберг субтилизинах, секретируемых протеолитических ферментов сенной палочки (Bacillus subtilis), варианте amylosacchariticus, и в Bacillus licheniformis. Эти ферменты, являющиеся сериновыми протеазами, становятся неактивными при реакции с диизопропилфторфосфатом, как и протеазы семейства трипсина. Данные по аминокислотным последовательностям наряду с определёнными позже кристаллическими структурами привели к неожиданным результатам. Даже при том, что каталитические активности и специфичности этих ферментов были очень похожи, эти два высоко гомологичных белка отличались друг от друга в 82 (30 %) позициях из 275. Трёхмерные структуры двух субтилизинов были удивительно похожи, но не имели никакого сходства с протеазами семейства трипсина. Неожиданно обнаружилось, что активные центры субтилизинов и протеаз семейства трипсина обладали «каталитическими триадами» из фрагментов аспартата, гистидина и серина, общим механизмом катализа, а также природой и одинаковым расположением сайтов связывания с полипептидным субстратом. Это по-прежнему остаётся поразительным примером конвергентной эволюции на молекулярном уровне.
В 1967 году Джеймс Боннер предложил Смиту сотрудничать в определении последовательности аминокислотных остатков в гистоне IV из тимуса и из почек проростков гороха. Ранее Дуглас Фамбро в своей лаборатории показал, что данные III—IV гистоны, полученные с помощью электрофореза в полиакриламидном геле, очень похожи по аминокислотному составу и имеют идентичные N-концевые группы. Эмиль принял это предложение, и Боб Деланж, талантливый сотрудник, специализирующийся на химии белков, приступил к работе. Над проектом шла интенсивная работа, и уже в 1969 году были опубликованы полные аминокислотные последовательности двух гистонов. Результаты оказались впечатляющими. В последовательностях были идентичными 100 остатков из 102 с двумя заменами валин/изолейцин и лизин/аргинин. Это самые схожие цепочки белков, известные для столь сильно различающихся организмов. Примечательно, что были различия в структуре посттрасляционной модификации в размере и распределении ε-N-ацетиллизина.
Однако ещё более сложная картина посттрансляционной модификации наблюдалась для гистона III тимуса телёнка. При ε-N-метилировании звеньев лизина, ε-N-монометил-, ε-N-диметил-, ε-N-триметиллизин наблюдались при каждом активном центре и гораздо реже в других позициях.

## Общественная и иная деятельность
Эмиль проявлял большие усилия к продвижению международного научного сотрудничества, в частности, с СССР и Китаем. В 1973 году в качестве сопредседателя Комитета по научным связям с Китайской Народной Республикой он возглавлял делегацию для переговоров в Пекине для первого соглашения по обмену между Национальными академиями наук США и Китая, достигая завершения длительного периода времени, когда не было никаких контактов между учёными двух стран. В ходе этих переговоров он встретился ос премьер-министром Чжоу Эньлаем.

## Монографии
В 1954 г. Смитом был опубликован учебник «Основы биохимии» (Principles of Biochemistry), в соавторстве с Авраамом Уайтом, Филиппом Хэндлером и Стефаном де Виттом. За 22 года книга выдержала 7 изданий.

## Личные качества и семья
В середине времени школьного обучения Эмиль начал играть на саксофоне и после двух лет занятий с преподавателем перешёл к работе в роли профессионального джазового музыканта, во многом благодаря Мосс-Халлетт агентству. Доходы от выступлений позволили оплатить обучение в колледже в Колумбии. Во время своего последнего клубного выступления 31 декабря 1931 года он входил в диксиленд группу Эдди Эдвардса, играющую в Нью-Йорке в Вебстер-холле. На следующий день на вечеринке в честь нового года Эмиль встретил свою будущую жену Эстер Пресс.

В одном из своих выступлений Эмиль выразил благодарность своей жене за многие десятилетия поддержки, которую он получил от Эстер: 
без её жизнерадостности и оптимизма всего этого могло и не быть.
Он был очень горд своими сыновьями, Дональдом и Джеффри, и был особенно доволен тем, что оба выбрали научную карьеру, один в биохимии, другой в медицине.